# Lowell Stockman

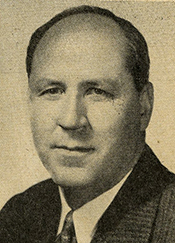
Lowell Stockman

Lowell Stockman (* 12. April 1901 bei Helix, Umatilla County, Oregon; † 9. August 1962 in Bellevue, Washington) war ein US-amerikanischer Politiker (Republikanische Partei). Zwischen 1943 und 1953 vertrat er den zweiten Wahlbezirk des Bundesstaates Oregon im US-Repräsentantenhaus.

## Werdegang
Lowell Stockman wurde auf einer Farm geboren. Er besuchte die öffentlichen Schulen in Pendleton und studierte dann bis 1922 an der Oregon State University in Corvallis. Danach wurde er im Umatilla County in der Landwirtschaft tätig. Dabei spezialisierte er sich auf den Weizenanbau. Stockman wurde auch Mitglied des Schulrats von Pendleton und der Alkoholkommission von Oregon.
Im Jahr 1942 wurde er in das US-Repräsentantenhaus gewählt, wo er am 3. Januar 1943 die Nachfolge von Walter Pierce antrat. Nachdem er in den folgenden vier Kongresswahlen jeweils in seinem Amt bestätigt wurde, konnte Lowell Stockman bis zum 3. Januar 1953 insgesamt fünf Legislaturperioden im Kongress absolvieren. 1952 verzichtete er auf eine erneute Kandidatur.
Nach dem Ende seiner Zeit im Kongress wurde Stockman wieder als Farmer tätig. Zwischen 1956 und 1959 war er Mitglied einer Kommission, die sich mit den Feiern zum 100. Geburtstag von Theodore Roosevelt befasste. Stockman war auch Vizepräsident der Oregon Fiber Products Inc. und Schatzmeister der Pilot Rock Lumber Company. Im Jahr 1959 zog er nach Bellevue im Staat Washington. Dort betrieb er ein eigenes Geschäft mit Fahrzeuganhängern. Seit 1924 war er mit Dorcas Conklin verheiratet, mit der er drei Kinder hatte.